# 岡山済生会外来センター病院
岡山済生会外来センター病院（おかやまさいせいかいがいらいせんたーびょういん）は、社会福祉法人恩賜財団済生会支部岡山県済生会が岡山県岡山市北区に設置する病院。岡山済生会総合病院の外来部門として機能している。
2016年（平成28年）、岡山済生会総合病院が新築移転（岡山市北区国体町2-25）し、それまで岡山県済生会総合病院として使用されていた施設が岡山済生会外来センター病院として開院した。

## 診療科
（この節の出典）
- 内科
- 心療内科
- 精神科
- 神経内科
- 呼吸器科(呼吸器内科)
- 消化器科(消化器内科、胃腸内科)
- 循環器科(循環器内科)
- リウマチ科
- 小児科
- 外科
- 整形外科
- 形成外科
- 美容外科
- 脳神経外科
- 呼吸器外科
- 皮膚科
- 泌尿器科
- 産婦人科
- 眼科
- 耳鼻咽喉科
- 放射線科
- 麻酔科
- 腎臓内科
- 糖尿病内科(代謝内科)
- 血液内科
- 消化器外科(胃腸外科)
- 乳腺外科

## 医療機関の指定・認定
（この節の出典）
- 保険医療機関
- 労災保険指定医療機関
- 指定自立支援医療機関（更生医療）
- 指定自立支援医療機関（育成医療）
- 指定自立支援医療機関（精神通院医療）
- 身体障害者福祉法指定医の配置されている医療機関
- 生活保護法指定医療機関
- 医療保護施設
- 結核指定医療機関
- 指定養育医療機関
- 指定小児慢性特定疾病医療機関
- 難病の患者に対する医療等に関する法律に基づく指定医療機関
- 戦傷病者特別援護法指定医療機関
- 原子爆弾被爆者医療指定医療機関
- 原子爆弾被爆者一般疾病医療取扱医療機関
- 公害医療機関
- 母体保護法指定医の配置されている医療機関
- 臨床研修病院
- エイズ治療拠点病院
- 無料低額診療事業実施医療機関

## 交通アクセス
- JR各線「岡山駅」（運動公園口）より北に徒歩7分[2]
- 岡電バス「済生会病院前」停留所下車[2]

## 関連施設
- 岡山済生会総合病院